# Ruslands Grand Prix 2017
Ruslands Grand Prix 2017 (officielt navn: 2017 Formula 1 VTB Russian Grand Prix) var et Formel 1-løb som blev arrangeret 30. april 2017 på Sochi Autodrom i Rusland. Det var den fjerde runde af Formel 1-sæsonen 2017, og fjerde gang at Ruslands Grand Prix blev arrangeret i Formel 1-sammenhæng.
Løbet blev vundet af Mercedes-køreren Valtteri Bottas, som tog sin aller første løbssejr i Formel 1. På andenpladsen kom Ferraris Sebastian Vettel, som startede i pole position, og på tredjepladsen Ferraris Kimi Räikkönen, som også satte løbets hurtigste omgang på ny banerekord.

## Resultater

### Kvalifikation
| Pos.               | Nr. | Kører             | Konstruktør               | Del 1    | Del 2    | Del 3    | Grid |
| ------------------ | --- | ----------------- | ------------------------- | -------- | -------- | -------- | ---- |
| 1                  | 5   | Sebastian Vettel  | Ferrari                   | 1.34,493 | 1.34,038 | 1.33,194 | 1    |
| 2                  | 7   | Kimi Räikkönen    | Ferrari                   | 1.34,953 | 1.33,663 | 1.33,253 | 2    |
| 3                  | 77  | Valtteri Bottas   | Mercedes                  | 1.34,041 | 1.33,264 | 1.33,289 | 3    |
| 4                  | 44  | Lewis Hamilton    | Mercedes                  | 1.34,409 | 1.33,760 | 1.33,767 | 4    |
| 5                  | 3   | Daniel Ricciardo  | Red Bull Racing-TAG Heuer | 1.35,560 | 1.35,483 | 1.34,905 | 5    |
| 6                  | 19  | Felipe Massa      | Williams-Mercedes         | 1.35,828 | 1.35,049 | 1.35,110 | 6    |
| 7                  | 33  | Max Verstappen    | Red Bull Racing-TAG Heuer | 1.35,301 | 1.35,221 | 1.35,161 | 7    |
| 8                  | 27  | Nico Hülkenberg   | Renault                   | 1.35,507 | 1.35,328 | 1.35,285 | 8    |
| 9                  | 11  | Sergio Pérez      | Force India-Mercedes      | 1.36,185 | 1.35,513 | 1.35,337 | 9    |
| 10                 | 31  | Esteban Ocon      | Force India-Mercedes      | 1.35,372 | 1.35,729 | 1.35,430 | 10   |
| 11                 | 55  | Carlos Sainz, Jr. | Toro Rosso                | 1.35,827 | 1.35,948 |          | 14   |
| 12                 | 18  | Lance Stroll      | Williams-Mercedes         | 1.36,279 | 1.35,964 |          | 11   |
| 13                 | 26  | Daniil Kvjat      | Toro Rosso                | 1.35,984 | 1.35,968 |          | 12   |
| 14                 | 20  | Kevin Magnussen   | Haas-Ferrari              | 1.36,408 | 1.36,017 |          | 13   |
| 15                 | 14  | Fernando Alonso   | McLaren-Honda             | 1.36,353 | 1.36,660 |          | 15   |
| 16                 | 30  | Jolyon Palmer     | Renault                   | 1.36,462 |          |          | 16   |
| 17                 | 2   | Stoffel Vandoorne | McLaren-Honda             | 1.37,070 |          |          | 20   |
| 18                 | 94  | Pascal Wehrlein   | Sauber-Ferrari            | 1.37,332 |          |          | 17   |
| 19                 | 9   | Marcus Ericsson   | Sauber-Ferrari            | 1.37,507 |          |          | 18   |
| 20                 | 8   | Romain Grosjean   | Haas-Ferrari              | 1.37,620 |          |          | 19   |
| 107%-tid: 1.40,623 |     |                   |                           |          |          |          |      |
| Kilde:             |     |                   |                           |          |          |          |      |

Noter til tabellerne
- Carlos Sainz, Jr. fik en gridstraf på tre placeringer for at forårsage en uundgåelig ulykke med Lance Stroll under Bahrains Grand Prix.[3]
- Stoffel Vandoorne fik en gridstraf på femten placeringer for udskiftning af forskellige motorkomponenter.[4]

### Løbet
| Pos    | Nr | Kører             | Konstruktør          | Omgange | Tid/Udgået  | Startpos. | Point |
| ------ | -- | ----------------- | -------------------- | ------- | ----------- | --------- | ----- |
| 1      | 77 | Valtteri Bottas   | Mercedes             | 52      | 1:28.08,743 | 3         | 25    |
| 2      | 5  | Sebastian Vettel  | Ferrari              | 52      | +0,617      | 1         | 18    |
| 3      | 7  | Kimi Räikkönen    | Ferrari              | 52      | +11,000     | 2         | 15    |
| 4      | 44 | Lewis Hamilton    | Mercedes             | 52      | +36,230     | 4         | 12    |
| 5      | 33 | Max Verstappen    | Red Bull-TAG Heuer   | 52      | +1.00,416   | 7         | 10    |
| 6      | 11 | Sergio Pérez      | Force India-Mercedes | 52      | +1.26,788   | 9         | 8     |
| 7      | 31 | Esteban Ocon      | Force India-Mercedes | 52      | +1.35,004   | 10        | 6     |
| 8      | 27 | Nico Hülkenberg   | Renault              | 52      | +1.36,188   | 8         | 4     |
| 9      | 19 | Felipe Massa      | Williams-Mercedes    | 51      | +1 omgang   | 6         | 2     |
| 10     | 55 | Carlos Sainz, Jr. | Toro Rosso           | 51      | +1 omgang   | 14        | 1     |
| 11     | 18 | Lance Stroll      | Williams-Mercedes    | 51      | +1 omgang   | 11        |       |
| 12     | 26 | Daniil Kvjat      | Toro Rosso           | 51      | +1 omgang   | 12        |       |
| 13     | 20 | Kevin Magnussen   | Haas-Ferrari         | 51      | +1 omgang   | 13        |       |
| 14     | 2  | Stoffel Vandoorne | McLaren-Honda        | 51      | +1 omgang   | 20        |       |
| 15     | 9  | Marcus Ericsson   | Sauber-Ferrari       | 51      | +1 omgang   | 18        |       |
| 16     | 94 | Pascal Wehrlein   | Sauber-Ferrari       | 50      | +2 omgange  | 17        |       |
| Ret    | 3  | Daniel Ricciardo  | Red Bull-TAG Heuer   | 5       | Bremser     | 5         |       |
| Ret    | 30 | Jolyon Palmer     | Renault              | 0       | Kollision   | 16        |       |
| Ret    | 8  | Romain Grosjean   | Haas-Ferrari         | 0       | Kollision   | 19        |       |
| DNS    | 14 | Fernando Alonso   | McLaren-Honda        | 0       | Motorenhed  | —         |       |
| Kilde: |    |                   |                      |         |             |           |       |

## Stillingen i mesterskaberne efter løbet
| Nr. | +/- | Kører              | Point |
| --- | --- | ------------------ | ----- |
| 1   |     | Sebastian Vettel   | 86    |
| 2   |     | Lewis Hamilton     | 73    |
| 3   |     | Valtteri Bottas    | 63    |
| 4   |     | Kimi Räikkönen     | 49    |
| 5   |     | Max Verstappen     | 35    |
| 6   |     | Daniel Ricciardo   | 22    |
| 7   | 1   | Sergio Pérez       | 22    |
| 8   | 1   | Felipe Massa       | 18    |
| 9   |     | Carlos Sainz, Jr.  | 11    |
| 10  | 2   | Esteban Ocon       | 9     |
| 11  | 2   | Nico Hülkenberg    | 6     |
| 12  | 2   | Romain Grosjean    | 4     |
| 13  | 2   | Kevin Magnussen    | 4     |
| 14  |     | Daniil Kvjat       | 2     |
| 15  |     | Pascal Wehrlein    | 0     |
| 16  | –   | Lance Stroll       | 0     |
| 17  | 1   | Antonio Giovinazzi | 0     |
| 18  | 1   | Jolyon Palmer      | 0     |
| 19  | 1   | Stoffel Vandoorne  | 0     |
| 20  | 1   | Fernando Alonso    | 0     |
| 21  | 1   | Marcus Ericsson    | 0     |

| Nr. | +/- | Konstruktør          | Point |
| --- | --- | -------------------- | ----- |
| 1   | 1   | Mercedes             | 136   |
| 2   | 1   | Ferrari              | 135   |
| 3   |     | Red Bull-TAG Heuer   | 57    |
| 4   |     | Force India-Mercedes | 31    |
| 5   |     | Williams-Mercedes    | 18    |
| 6   |     | Toro Rosso-Ferrari   | 13    |
| 7   |     | Haas-Ferrari         | 8     |
| 8   |     | Renault              | 6     |
| 9   |     | Sauber-Ferrari       | 0     |
| 10  |     | McLaren-Honda        | 0     |